# Liste der Fahnenträger der palästinensischen Mannschaften bei Olympischen Spielen
Die Liste der Fahnenträger der palästinensischen Mannschaften bei Olympischen Spielen listet chronologisch alle Fahnenträger palästinensischer Mannschaften bei den Olympischen Spielen auf.

## Liste der Fahnenträger
| Mannschaft             | Veranstaltung | Fahnenträger (EF)  | Fahnenträger (AF)              |
| ---------------------- | ------------- | ------------------ | ------------------------------ |
| 1996 in Atlanta        | Sommerspiele  | Majed Abu Maraheel |                                |
| 2000 in Sydney         | Sommerspiele  | Ramy Deeb          |                                |
| 2004 in Athen          | Sommerspiele  | Sanna Abubkheet    | Mustafa El Azouz (Offizieller) |
| 2008 in Peking         | Sommerspiele  | Nader Al-Massri    | Volunteer                      |
| 2012 in London         | Sommerspiele  | Maher Abu Rmilah   | Woroud Sawalha                 |
| 2016 in Rio de Janeiro | Sommerspiele  | Mayada Al-Sayad    | Mary Al-Atrash                 |
| 2020 in Tokio          | Sommerspiele  | Dania Nour         | Volunteer                      |
| 2020 in Tokio          | Sommerspiele  | Mohammed Hamada    | Volunteer                      |
| 2024 in Paris          | Sommerspiele  | Valerie Tarazi     | Valerie Tarazi                 |
| 2024 in Paris          | Sommerspiele  | Wasim Abusal       | Omar Yaser Ismail              |

Anmerkung: (EF) = Eröffnungsfeier, (AF) = Abschlussfeier

## Statistik
| Rang    | Sportart       | EF | AF | ∑  |
| ------- | -------------- | -- | -- | -- |
| 1       | Leichtathletik | 5  | 1  | 6  |
| 2       | Schwimmen      | 2  | 2  | 4  |
| 3       | Volunteer      | 0  | 2  | 2  |
| 4       | Boxen          | 1  | 0  | 1  |
| 4       | Gewichtheben   | 1  | 0  | 1  |
| 4       | Judo           | 1  | 0  | 1  |
| 4       | Taekwondo      | 0  | 1  | 1  |
| 4       | Offizieller    | 0  | 1  | 1  |
| Gesamt: | Gesamt:        | 10 | 7  | 17 |

| Rang                   | Sportart | EF | AF | ∑ |
| ---------------------- | -------- | -- | -- | - |
| bisher keine Teilnahme |          |    |    |   |
| Gesamt:                | Gesamt:  | 0  | 0  | 0 |

| Rang    | Sportart       | EF | AF | ∑  |
| ------- | -------------- | -- | -- | -- |
| 1       | Leichtathletik | 5  | 1  | 6  |
| 2       | Schwimmen      | 2  | 2  | 4  |
| 3       | Volunteer      | 0  | 2  | 2  |
| 4       | Boxen          | 1  | 0  | 1  |
| 4       | Gewichtheben   | 1  | 0  | 1  |
| 4       | Judo           | 1  | 0  | 1  |
| 4       | Taekwondo      | 0  | 1  | 1  |
| 4       | Offizieller    | 0  | 1  | 1  |
| Gesamt: | Gesamt:        | 10 | 7  | 17 |